# Кућни апарати
Кућни апарати су апарати, машине или уређаји који се користе у кући домаћинству. Они се деле у три категорије: мали уређаји, главни уређаји или бела техника, и електроника широке потрошње, или смеђа роба у Великој Британији.
Кућни апарати се користе за одржавање хигијене, спремање хране и сично. Кућни апарати користе за свој рад: електричну енергију, плин, топлотну енергију (чврсто гориво: дрво, угаљ, нафта) итд.

## Дефиниција
С обзиром на широку употребу, домаћа примена повезана са кућним апаратима је везана за дефиницију уређаја као „инструмента или апарата дизајнираног за одређену употребу или функцију“. Тачније, Колинсов енглески речник дефинише „кућни апарат“ као: „уређаје или машине, обично електричне, који се налазе у вашем дому и које користите за обављање послова као што су чишћење или кување“. Широка употреба, која је дата дефиницијом, омогућава да скоро сваки уређај намењен кућној употреби буде кућни апарат, укључујући потрошачку електронику, као и пећи, фрижидере, тостере и клима уређаје.

## Историја
Иако многи уређаји постоје вековима, самостални електрични или гасни уређаји су јединствена америчка иновација која се појавила у двадесетом веку. Развој ових апарата везан је за нестанак кућне послуге са пуним радним временом и жељом да се смање дуготрајне активности у потрази за више времена за рекреацију. Почетком 1900-их, електрични и гасни уређаји укључивали су машине за прање веша, бојлере, фрижидере, чајнике и машине за шивење. Проналазак мале електричне пегле за одећу Ерла Ричардсона 1903. године дао је мали почетни подстицај индустрији кућних апарата. У економској експанзији после Другог светског рата, употреба машина за прање судова и машина за сушење веша у домаћинству била је део промене због погодности. Повећање дискреционог прихода се одразило на повећање броја разних кућних апарата.
Министарство енергетике Сједињених Држава разматра усклађеност са националним Законом о очувању енергије за уређаје из 1987. године, који је захтевао од произвођача да смање потрошњу енергије уређаја за 25% сваких пет година.

## Главни уређаји
Главни уређаји, такође познати као бела техника, обухватају главне кућне апарате и могу укључивати: клима уређаје, машине за прање судова, машине за сушење веша, ормане за сушење, замрзиваче, фрижидере, кухињске шпорете, бојлере, машине за прање веша, компактори за смеће, микроталасне пећнице и индукционе штедњаке. Бела техника је обично била фарбана или емајлирана у бело, а многа од њих и даље јесте.

## Мали апарати
Мали апарати су обично мале електричне машине за домаћинство, такође веома корисне и лако се носе и инсталирају. Још једна категорија се користи у кухињи, укључујући: соковнике, електричне миксере, машине за млевење меса, млинове за кафу, фритезе, млин зачинског биља, мултипрактик, електричне чајнике, вафларнике, апарате за кафу, блендере, шпорет за пиринач, тостере и аспираторе.

## Потрошачка електроника
Потрошачка електроника или кућна електроника је електронска (аналогна или дигитална) опрема намењена свакодневној употреби, обично у приватним кућама. Потрошачка електроника укључује уређаје који се користе за забаву, комуникацију и рекреацију. На британском енглеском произвођачи и продавци их често називају смеђом робом, да би је разликовали од „беле робе“ која је намењена за кућне послове, као што су машине за прање веша и фрижидери, иако се данас и то може сматрати смеђом робом, јер су неки од тих уређаја повезани на Интернетом. Неки такви уређаји су традиционално били опремљени са правим или имитацијом дрвета, отуда и назив. Ово је постало ретко, али назив се задржао, чак и за робу за коју је мало вероватно да је икада имала дрвено кућиште (нпр. камкордери). Током 2010-их, ова разлика више не постоји у великим продавницама потрошачке електронике, које продају и уређаје за забаву, комуникацију и кућне канцеларије и кухињске уређаје као што су фрижидери. Најпродаванији производи потрошачке електронике су својевремено били компакт дискови. Примери су: кућна електроника, радио пријемници, телевизори, видео-рекордери, CD и DVD плејери, дигитални фотоапарати, камкордери, фото-апарати, сатови, будилници, рачунари, конзоле за видео игре, хај фиј и кућни биоскоп, телефони и телефонске секретарице.

## Животни век
Истраживање спроведено 2020. на више од тринаест хиљада људи у Великој Британији открило је колико дуго су власници уређаја имали своје уређаје пре него што су морали да их замене због квара, погоршања перформанси или старости уређаја.
| Уређај                 | Најдужи просечни процењени животни век | Најкраћи просечни процењени животни век |
| ---------------------- | -------------------------------------- | --------------------------------------- |
| Машина за веш          | 21 година                              | 13 година                               |
| Машину за сушење веша  | 24 година                              | 17 година                               |
| Машина за прање судова | 22 година                              | 13 година                               |
| Уграђена рерна         | 29 година                              | 23 година                               |
| Замрзивач              | 24 година                              | 14 година                               |
| Фрижидер               | 29 година                              | 18 година                               |

## Умрежавање кућних апарата
Постоји тренд умрежавања кућних апарата заједно и комбиновања њихових контрола и кључних функција. На пример, расподелом енергије могло би се управљати равномерније, тако да када је машина за прање веша укључена, рерна може да пређе у режим одложеног старта, или обрнуто. Или, машина за прање веша и машина за сушење веша могу да деле информације о карактеристикама пуњења (нежно/нормално, лагано/пуно) и да синхронизују време завршетка тако да мокри веш не мора да чека пре него што се стави у машину за сушење.
Поред тога, неки произвођачи кућних апарата брзо почињу да постављају хардвер који омогућава повезивање са Интернетом у кућне апарате како би омогућили даљинско управљање, аутоматизацију, комуникацију са другим кућним апаратима и више функционалности које омогућавају повезаност. Кућни апарати повезани на интернет били су посебно распрострањени током недавних догађаја Сајма потрошачке електронике.

## Рециклажа
Рециклажа апарата се састоји од демонтаже отпадних кућних апарата и одлагања њихових делова за поновну употребу. Главни типови уређаја који се рециклирају су телевизори, фрижидери, клима уређаји, машине за прање веша и рачунари. То укључује растављање, уклањање опасних компоненти и уништавање опреме за обнављање материјала, углавном уситњавањем, сортирањем и класирањем.
Додатне мере које Европска унија уводи како би смањила количину отпада и негативан утицај на климатске промене јесте давање права на поправку уређаја и по истеку гаранције. У Европској Унији постигнута је ''политичка сагласност о нацрту закона'' на нивоу Европског парламента и Савета Европе. Мера подразумева да ће и после истека гаранције произвођач имати обавезу да поправи уобичајене производе за домаћинство.